# Resolutie 2096 Veiligheidsraad Verenigde Naties
Resolutie 2096 van de Veiligheidsraad van de Verenigde Naties werd op 19 maart 2013 unaniem aangenomen door de VN-Veiligheidsraad en verlengde de UNAMA-bijstandsmissie in Afghanistan opnieuw met een jaar.

## Achtergrond
In 1979 werd Afghanistan bezet door de Sovjet-Unie, die vervolgens werd bestreden door Afghaanse krijgsheren. Toen de Sovjets zich in 1988 terugtrokken raakten ze echter slaags met elkaar. In het begin van de jaren 1990 kwamen ook de Taliban op. In september 1996 namen die de hoofdstad Kaboel in. Tegen het einde van het decennium hadden ze het grootste deel van het land onder controle en riepen ze een streng islamitische staat uit.
In 2001 verklaarden de Verenigde Staten met bondgenoten hun de oorlog en moesten ze zich terugtrekken, waarna een interim-regering werd opgericht. Die stond onder leiding van Hamid Karzai die in 2004 tot president werd verkozen.

## Inhoud

### Waarnemingen
In juni 2012 had in Kaboel een regionale ministriële conferentie plaatsgevonden waar de landen rondom Afghanistan hadden afgesproken de regionale veiligheid en samenwerking te verhogen teneinde Afghanistan veilig en stabiel te maken. In februari 2013 werden in Bakoe concrete maatregelen hieromtrent afgesproken. Die maatregelen behelsden onder meer antiterrorisme, de strijd tegen drugshandel en economische bevordering. In mei 2012 was op een internationale conferentie in Genève afgesproken harder te werken aan de terugkeer van vluchtelingen en gastlanden te blijven steunen.
Het was aan de Afghaanse overheid om te zorgen voor democratische verkiezingen en electorale hervormingen. In juli 2012 was per presidentieel decreet de datum van de (presidents)verkiezingen in 2014 (5 april) vastgelegd.
De NAVO zou ook na het einde van de overgangsperiode in 2014 blijven werken met Afghanistans eigen veiligheidsdiensten. Er was ook bepaald dat ten laatste vanaf 2024 het land deze veiligheidsdiensten volledig zelf moest bekostigen.

### Handelingen
Het mandaat van de UNAMA-missie werd verlengd tot 19 maart 2014. De missie moest de Afghaanse autoriteiten ondersteunen in het opnemen van het volledige bestuur van en verantwoordelijkheid over het land. De missie coördineerde daarnaast de internationale assistentie aan Afghanistan, ondersteunde het overgangsproces en hielp met het organiseren van de verkiezingen in april 2014.

## Verwante resoluties
- Resolutie 2041 Veiligheidsraad Verenigde Naties (2011)
- Resolutie 2069 Veiligheidsraad Verenigde Naties (2012)
- Resolutie 2120 Veiligheidsraad Verenigde Naties
- Resolutie 2145 Veiligheidsraad Verenigde Naties (2014)

Lijst ·  2086 ·  2087 ·  2088 ·  2089 ·  2090 ·  2091 ·  2092 ·  2093 ·  2094 ·  2095 ·  2096 ·  2097 ·  2098 ·  2099 ·  2100 ·  2101 ·  2102 ·  2103 ·  2104 ·  2105 ·  2106 ·  2107 ·  2108 ·  2109 ·  2110 ·  2111 ·  2112 ·  2113 ·  2114 ·  2115 ·  2116 ·  2117 ·  2118 ·  2119 ·  2120 ·  2121 ·  2122 ·  2123 ·  2124 ·  2125 ·  2126 ·  2127 ·  2128 ·  2129 ·  2130 ·  2131 ·  2132